# 红萼齿唇兰
红萼齿唇兰（学名：Anoectochilus clarkei）为兰科开唇兰属下的一个种。

## 特征

### 植株
红萼齿唇兰植株高达30厘米。

#### 根状茎
伸长，匍匐，肉质，具节，节上生根。

#### 茎
向上伸展或直立，圆柱形，直径约5毫米，无毛，具5-6枚叶。

#### 叶片
偏斜的卵形或卵状椭圆形至椭圆形，正面暗绿色，背面淡绿色，长4-6厘米，宽2-3厘米，前端急尖，中部圆钝，后端骤狭成柄。叶柄长约2-2.5厘米，下部扩大成抱茎的鞘。

### 生殖器官

#### 花
花较大，倒置（唇瓣位于下方），萼片紫红色，具1脉，脉的两侧各具1条深紫红色条纹，背面几无毛。

#### 中萼片
卵形，长5毫米，宽约3.2毫米，先端渐尖成短尾且反曲，与花瓣粘合呈兜状；侧萼片张开，偏斜的卵状宽椭圆形，长9毫米，宽5.5毫米，先端稍钝。

#### 花苞片
粉红色，披针形，长达13毫米，先端渐尖，背面被短柔毛。

#### 子房
圆柱形，扭转，被短柔毛，连花梗长8-10毫米。

#### 花瓣
黄带红色，斜歪，半卵形，镰状，长6毫米，下部宽约2.5毫米，基部收狭，先端渐狭成长渐尖，具1脉，脉的两侧各具1条深紫红色条纹，极不等侧，外侧较内侧宽多，较萼片薄。

#### 唇瓣
向前伸展，呈Y字形，长1.8-2厘米，基部略扩大并凹陷呈圆球形的囊，囊的末端圆钝且2浅裂，其内面中央具2枚肉质、针刺状、先端渐尖和向上钩曲的胼胝体，中部带红色，收狭成长约5毫米的爪，其爪的前部两侧各具2-3条流苏状细裂条，而其后部两侧各具1枚近椭圆形、宽大、先端钝的片，在两片之间的爪上具2枚直立的纵向褶片，前部明显扩大，黄色并2裂，裂片倒三角状楔形，长10毫米，顶部宽约5毫米，先端截平，两裂片叉开夹角为锐角，在它们之间具1枚小尖头；

#### 花蕊
蕊柱粗短，长约2毫米，前面两侧各具1枚斧状向上的附属物；花药成卵状披针形；花粉团2个，为近球形，有长而弯曲的花粉团柄，在柄的末端共同具1枚小、椭圆形的粘盘；蕊喙直立，宽，上部叉状2裂；柱头2个，离生，位于蕊喙之基部两侧。

## 扩展阅读
- 維基物種上的相關：红萼齿唇兰

### 网络
1. 1 2 3 4 5 6 7 8 9 10  .   [2022-03-25]. （原始内容存档于2022-01-21）.

### 书籍
- . 中国植物物种. 昆明: 中科院昆明植物研究所.   [2013-01-18]. （原始内容存档于2016-03-05）.（简体中文）